# Моріс Стейн
Моріс Стейн (нід. Maurice Steijn, нар. 20 листопада 1973, Гаага) — нідерландський футболіст, що грав на позиції півзахисника за клуби «АДО Ден Гаг» та «НАК Бреда». По завершенні ігрової кар'єри — тренер.

## Ігрова кар'єра
У дорослому футболі дебютував 1993 року виступами за команду «АДО Ден Гаг», в якій провів шість сезонів, взявши участь у 98 матчах чемпіонату.
1999 року перейшов до клубу «НАК Бреда», за який відіграв остнанні два сезони своєї ігрової кар'єри.

## Кар'єра тренера
2010 року очлив тренерський штаб рідного «АДО Ден Гаг» як виконувавач обов'язків головного тренера. Згодом у 2011—2014 роках був його повноцінним головним тренером.
Згодом протягом 2014—2019 років тренував «ВВВ-Венло», після чого нетривалий час працював з еміратським клубом «Аль-Вахда» (Абу-Дабі).
Повернувшись на батьківщину, у 2020—2021 роках був головним тренером «НАК Бреда», а 2022 року прийняв пропозицію очолити тренерський штаб роттердамської «Спарти».
Влітку 2023 року очолив команду «Аякс». 23 жовтня 2023 «Аякс» звільнив його через жахливі результати команди.

## Особисте життя
Батько футболіста Сем Стейна, який виступає за «Твенте».